# 22才の別れ/ささやかなこの人生
「22才の別れ/ささやかなこの人生」は、日本のフォークデュオ「風」の7枚目のシングルである。
代表曲の「22才の別れ」と「ささやかなこの人生」が収録されている。

## 収録曲
1. 22才の別れ （3:13）
(作詞・作曲:伊勢正三　編曲:石川鷹彦)
2. ささやかなこの人生 （3:57）
(作詞・作曲:伊勢正三　編曲:瀬尾一三)